# Histiotus colombiae
Histiotus colombiae és una espècie de ratpenat de la família dels vespertiliònids. És endèmic de la Cordillera Oriental de Colòmbia, on viu a altituds d'entre 2.600 i 3.100 msnm. És de color marró, amb el pelatge ventral força més clar que el dorsal. La segona dent incisiva superior (I2) es troba darrere de la primera (I1). Té crestes postorbitals marcades. Considerat durant molt de temps una subespècie de H. montanus, el 2021 fou elevat a la categoria d'espècie basant-se en dades acústiques, morfològiques i genètiques.